# PSR B1937+21
PSR B1937+21 är en pulsar som ligger i stjärnbilden Räven några grader från den först upptäckta pulsaren, PSR B1919+21. Namnet PSR B1937+21 kommer från ordet "pulsar" och den deklination och rektascension vid vilken den är belägen, med "B" som anger att koordinaterna är för 1950.0-epoken. PSR B1937+21 upptäcktes 1982 av Don Backer, Shri Kulkarni, Carl Heiles, Michael Davis och Miller Goss.
Den är den första upptäckta millisekundpulsaren, med en rotationsperiod på 1,557708 millisekunder, vilket betyder att den fullbordar nästan 642 varv per sekund. Denna period var mycket kortare än astronomer ansåg att pulsarer kunde nå, och ledde till förslaget att pulsarer kan varvas upp genom att samla massa från en följeslagare.
Rotationen av PSR B1937+21, tillsammans med andra millisekundspulsarer som upptäckts senare, är mycket stabil. De är kapabla att hålla tiden lika väl som atomur. PSR B1937+21 är ovanlig genom att den är en av få pulsarer som emellanåt avger särskilt starka pulser. Flödestätheten för jättepulserna som sänds ut av PSR B1937+21 är den starkaste radioemissionen som någonsin observerats. 

## Observation
Fram till upptäckten av PSR J1748-2446ad 2006, som roterar 716 varv per sekund, var PSR B1937+21 den snabbast roterande neutronstjärnan man känner till. Vid tidpunkten för dess upptäckt utökade PSR B1937+21 intervallet för perioder som observerades i pulsarer med en faktor 20, den utökade också intervallet för magnetiska fält som observerades med en faktor på 100, med ett magnetfält på 4,2 × 108 gauss (42 kT).
Som den första upptäckta millisekundspulsaren "utlöste PSR B1937+21 en "teorifrenesi" genom att motivera ett nytt observatorium för att studera pulsarer, neutronstjärnor mer allmänt och kanske till och med några andra astrofysiska problem som gravitationsvågor.  Eftersom densiteten som krävs för att rotera i så höga hastigheter är jämförbar med kärndensiteter, är de snabbast roterande millisekundspulsarerna viktiga för att förstå hur materia beter sig vid sådan täthet. Den initialt höga uppskattningen av rotationshastigheten var också spännande, eftersom den antydde en signal som direkt kunde detekteras av gravitationsvågsdetektorer, men den faktiska rotatikonshastigheten satte den förväntade signalen under känsligheten för strömdetektorer. Den för närvarande accepterade hastighetsminskningen motsvarar en förändring i rotationsperioden på 1,5 Hz under loppet av en miljon år. Rotationsstabiliteten för PSR B1937+21 är av samma storleksordning som stabiliteten hos de bästa atomuren och är således ett verktyg som används för att fastställa efemerisk tid.